# Universidad Católica de Murcia Club de Fútbol
El Universidad Católica de Murcia Club de Fútbol, más conocido como UCAM Murcia C.F., es un club de fútbol de la ciudad de Murcia, que juega en el Grupo 4 de la  Segunda Federación.

## Historia
El Universidad Católica San Antonio de Murcia Club de Fútbol se funda en 1998. El equipo jugó en Preferente Autonómica en la temporada 1999-2000.
En 2006 adquiere la licencia federativa del Club de Fútbol Los Garres, pasando a jugar sus encuentros en el Polideportivo de Santiago El Mayor. En 2007 el club establece un convenio con la Asociación Deportiva Rincón de Seca, cambiando de sede y de nombre, que pasa a ser Murcia Deportivo Rincón de Seca Club de Fútbol y que asciende de categoría, pasando a disputar la temporada 2008-2009 en Tercera División. Jugaba en el Estadio José Barnés. Esta temporada el club terminó en la decimosegunda posición de la clasificación.
En la temporada 2009-2010 el club se trasladó a Beniaján y pasó a denominarse Costa Cálida Beniaján Club de Fútbol. En esta primera temporada en Beniaján el club fue el equipo revelación de Liga y acabó en cuarta posición en el Grupo XIII de Tercera División, lo que le valió para disputar los playoff de ascenso a Segunda División B. En la primera ronda de los playoff se enfrentó al Cerceda y perdió en el partido de ida en Beniaján por 1-3 y en el de vuelta en Galicia por 1-0.
En la temporada 2010-2011 el equipo abandonó la pedanía de Beniaján para trasladarse a Sangonera La Verde y cambió su denominación por Costa Cálida Sangonera Club de Fútbol. En el verano de 2010 el presidente del equipo pidió el Estadio José Barnés al Ayuntamiento de Murcia pero debido al traslado del Sangonera a Lorca el Estadio de El Mayayo de Sangonera La Verde quedó libre. El Ayuntamiento de Murcia se lo ofreció al Costa Cálida y el equipo aceptó y se trasladó a la pedanía de Sangonera. El club continuó en el Grupo XIII de Tercera División y terminó en primera posición, lo que le permitió jugar el playoff de ascenso a Segunda División B. En la primera ronda se enfrentó al Marino de Luanco. En el partido de ida el resultado fue de 2-2 y en el partido de vuelta el Marino de Luanco ganó con un 3-0 que le valió el pase a segunda ronda y supuso la eliminación del Costa Cálida.
En la temporada 2011-2012 la Universidad Católica San Antonio de Murcia llega a un acuerdo de patrocinio y colaboración. Se establece el nombre definitivo del club como Universidad Católica de Murcia Club de Fútbol. Desde ese momento José Luis Mendoza se convierte en nuevo presidente y Juan Nicolás, hasta entonces presidente, en vicepresidente. En esta primera temporada con la UCAM como patrocinador principal el club termina sexto en el Grupo XIII de Tercera División. Este año el club debuta en Copa del Rey y llega hasta segunda ronda donde es eliminado por el Deportivo Alavés.
En la temporada 2012-2013 jugó en Segunda División B ocupando la vacante que dejó el Orihuela tras su descenso administrativo. El equipo estuvo muy cerca de lograr la permanencia, llegando a la última jornada con opciones de salvación. Sin embargo, no se produjo la combinación de resultados necesaria y se confirmó el descenso del conjunto universitario.
En la temporada 2013-2014, con Gabriel Correa en el banquillo, el Universidad Católica de Murcia comenzó una nueva etapa en Tercera División. Se proclamó campeón el 17 de abril de 2014 en su partido contra el Olímpico de Totana, logro que llegó a falta de tres jornadas para que terminase la Liga.
Tras lograr el primer puesto, el UCAM Murcia afrontó su eliminatoria de ascenso directo a Segunda División B frente al Real Betis B y logró el salto de categoría después de imponerse al filial verdiblanco por 2-1 en el partido de ida y empatando, 1-1, en el encuentro de vuelta disputado en la Ciudad Deportiva Luis Del Sol.
La temporada 2014-2015 comenzó con la contratación de Pedro Luis Reverte como director deportivo y Eloy Jiménez como entrenador del Universidad Católica de Murcia. Posteriormente, se alcanzó un acuerdo con el Ayuntamiento de Murcia mediante el cual el Estadio de La Condomina pasaba a convertirse en el nuevo escenario del club para la disputa de sus partidos oficiales. En esa temporada, el equipo terminó en segunda posición en el Grupo IV de Segunda División B. En la fase de ascenso, tras eliminar al Real Unión de Irún, perdió contra el Bilbao Athletic, que posteriormente subió en Cádiz.
En la temporada 2015-2016 se mantuvo en el Grupo IV de Segunda División B con el objetivo de igualar o superar los resultados conseguidos en la temporada anterior. El entrenador pasó a ser José María Salmerón. El equipo terminó en primera posición, lo que le permitió jugar el playoff de ascenso a Segunda División. Lo jugó contra el Real Madrid Castilla, y, tras ganar 2-1 en La Condomina y empatar 2-2 en el Estadio Alfredo Di Stéfano, terminó ascendiendo por primera vez a Segunda División.
En la temporada 2016-2017 de la Segunda División el UCAM Murcia descendió en la última jornada ante el Nàstic de Tarragona en el Nou Estadi. A los universitarios solo les valía ganar para depender de sí mismos, aunque también se salvaban si igualaban el resultado de los partidos del Alcorcón o del Almería. Pero ambos ganaron y la derrota por 1-0 ante el cuadro catalán provocó la vuelta a Segunda B. Sin duda, fue un descenso traumático ya que en prácticamente toda la segunda vuelta el UCAM Murcia no pisó los puestos de abajo, salvo en la última jornada. Para la historia quedan la primera victoria en el fútbol profesional (0-1 al Valladolid), el primer gol (Jesús Imaz al Real Zaragoza), la goleada al Almería por 4-0, etc. José María Salmerón comenzó la temporada, pero en diciembre, estando el equipo en puestos de descenso, fue destituido y llegó el también almeriense Francisco Rodríguez.
En la temporada 2017-2018 arrancó la temporada en el banquillo el entrenador catalán Lluís Planagumà. El equipo quería volver a ascender pero le costó adaptarse a la categoría. Esa temporada dirigieron al equipo, además, José Miguel Campos, Luis Casas y Pedro Munitis. El UCAM Murcia acabó 7º con 52 puntos.
En la temporada 2018-2019 el técnico cántabro exjugador del Real Madrid, Munitis, fue el encargado de comenzar la campaña, de nuevo con la firme intención de aspirar al ascenso. Tras un inicio brillante en el que incluso el UCAM Murcia fue campeón de invierno, los resultados no acompañaron y el equipo salió de los puestos de privilegio. Acabó la campaña Juan Merino en el banco, con los universitarios en la 5.ª posición.
La temporada 2019-2020 empezó con Rubén Albés en el banquillo universitario. El objetivo, una vez más, era optar al ascenso de categoría. Tras un mal arranque, fue sustituido por Miguel Rivera. Unos meses después llegó Asier Santana. En marzo, tras el estallido de la pandemia por COVID-19, la competición fue paralizada y posteriormente suspendida. El UCAM Murcia acabó 11º con 36 puntos.
La temporada 2020-2021 fue la última temporada de la Segunda División B, atípica además porque se disputó en 3 fases y fue ampliada de 80 a 102 equipos, encuadrados en 5 grupos formados por 2 subgrupos, debido a la supresión de los descensos la temporada anterior debido a la pandemia del Covid-19. En la primera fase el UCAM fue encuadrado en el grupo IV subgrupo B, junto con los otros 3 equipos murcianos y 6 andaluces. El UCAM acabó líder de su subgrupo, lo que le aseguró estar la siguiente temporada en la nueva categoría Primera División RFEF y optar por el ascenso a la Segunda División. En la segunda fase quedó subcampeón del grupo IV-C, por lo que se clasificó para la tercera y última fase, la promoción de ascenso a Segunda División; para ascender había que superar dos eliminatorias a partido único en Extremadura. En la primera eliminatoria, empató 2-2 con el Barcelona B y le superó por 5-4 en los lanzamientos de penaltis. En la segunda, fue superado por la U.D. Ibiza por 1-0, por lo que el Ibiza ascendió y el UCAM quedó encuadrado en la ya asegurada Primera División RFEF.
En la temporada 2021-22, el equipo universitario compite en Primera Federación, donde no lograría mantener la categoría tras lograr 34 puntos en 35 jornadas de liga, siendo una temporada muy convulsa donde pasarían por el banquillo José María Salmerón, Salva Ballesta y José Manuel Aira.
En la temporada 2022-23, llega a la dirección deportiva Miguel Linares en sustitución de Pedro Reverte que deja la parcela deportiva después de 10 temporadas en el cargo. El equipo universitario compite en la Segunda Federación 2022-23, en la que tendrían tres entrenadores como Molo Casas, Jorge Romero y Víctor Cea, finalizando en quinta posición de la liga y clasificándose para los play-offs de ascenso a Primera Federación en la última jornada de liga. En los play-offs lograría pasar la primera eliminatoria frente a la Penya Deportiva pero caería eliminado en la última ronda frente al Club Atlético de Madrid "B".

## Estadio
El estadio Besoccer La Condomina se encuentra en la ciudad de Murcia. Actualmente dispone de capacidad para 6016 espectadores. Fue inaugurado el día 25 de diciembre de 1924.

## Uniforme
- Primer uniforme: Camiseta, pantalón y medias azul marino.
- Uniforme alternativo: Camiseta, pantalón y medias rosas.
- Tercer uniforme: Camiseta, pantalón y medias amarillas.

## Proveedores
| Período   | Proveedor |
| --------- | --------- |
| 2012-2013 | Hummel    |
| 2013-2020 | Nike      |
| 2020-     | Hummel    |

## Jugadores

### Plantilla y cuerpo técnico 2024/25

#### Jugador con más partidos
| # | Jugador           | Partidos |
| - | ----------------- | -------- |
|   | Juan Góngora      | 132      |
|   | Tekio             | 131      |
|   | Fran Pérez        | 119      |
|   | Nono              | 117      |
|   | Titi              | 93       |
|   | Isi Ros           | 90       |
|   | Daniel Pérez      | 83       |
|   | Ángel Robles      | 79       |
|   | Checa             | 74       |
|   | Alejandro Chavero | 70       |
|   | Javi Ramírez      | 70       |

#### Máximo goleador
| # | Jugador        | Goles |
| - | -------------- | ----- |
|   | Juan Góngora   | 18    |
|   | Jona Mejía     | 15    |
|   | Isaac Aketxe   | 15    |
|   | Iván Aguilar   | 14    |
|   | Titi           | 14    |
|   | Marc Fernández | 12    |
|   | Pablo Pallarés | 12    |
|   | Manuel Onwu    | 12    |
|   | Hugo Díaz      | 11    |
|   | Nono           | 11    |

## Entrenadores
| Temporada       | Entrenador                 | País    |
| --------------- | -------------------------- | ------- |
| 2012-13         | Julio César Cardozo        | España  |
| 2012-13         | Manuel Sánchez             | España  |
| 2012-13         | José María Escudero        | España  |
| 2012-13         | Luis Tevenet               | España  |
| 2013-14         | Gabriel Correa             | Uruguay |
| 2014-15         | Eloy Jiménez               | España  |
| 2015-16         | José María Salmerón        | España  |
| 2016-17         | José María Salmerón        | España  |
| 2016-17         | Francisco Rodríguez        | España  |
| 2017-18         | Lluís Planagumà            | España  |
| 2017-18         | José Miguel Campos         | España  |
| 2017-18         | Luis Casas                 | España  |
| 2017-18         | Pedro Munitis              | España  |
| 2018-19         | Pedro Munitis              | España  |
| 2018-19         | Juan Merino                | España  |
| 2019-20         | Rubén Albés                | España  |
| 2019-20         | Miguel Rivera              | España  |
| 2019-20         | Sergio Aracil              | España  |
| 2019-20         | Asier Santana              | España  |
| 2020-21         | José María Salmerón        | España  |
| 2021-22         | José María Salmerón        | España  |
| 2021-22         | Salva Ballesta             | España  |
| 2021-22         | José Manuel Aira           | España  |
| 2022            | Molo Casas                 | España  |
| 2022-2023       | Jorge Romero               | España  |
| 2023            | Víctor Cea                 | España  |
| 2023            | Raúl Guillén Saura         | España  |
| 2024            | Alberto Jiménez Monteagudo | España  |
| 2024-Actualidad | Javier Motos               | España  |

|  | Temporadas disputadas en Primera División   |
|  | Temporadas disputadas en Segunda División   |
|  | Temporadas disputadas en Segunda División B |
|  | Temporadas disputadas en Tercera División   |

#### Entrenador con más partidos
| # | Entrenador          | Partidos |
| - | ------------------- | -------- |
|   | José María Salmerón | 79       |
|   | Eloy Jiménez        | 45       |
|   | Pedro Munitis       | 44       |
|   | Gabriel Correa      | 38       |
|   | Francisco Rodríguez | 25       |
|   | Luis Tevenet        | 22       |
|   | Javier Motos        | 19       |
|   | Lluís Planagumà]    | 15       |
|   | Miguel rivera       | 15       |
|   | José Miguel Campos  | 13       |

## Palmarés
| Competición nacional                     | Títulos                              |
| ---------------------------------------- | ------------------------------------ |
| Segunda División B (1)                   | 2015-16                              |
| Segunda División B, Campeón de Grupo (1) | 2015-16 (G.IV)                       |
| Tercera División (2)                     | 2010-11 (G. XIII), 2013-14 (G. XIII) |